# Anund Gårdske
Anund z Gardarike szw. Anund Gårdske – według niemieckiego kronikarza Adama z Bremy był królem Szwecji ok. 1070-1075. Anund pochodził z Rusi Kijowskiej. Gårdske oznacza, że pochodził z Gardariki, co jest jedną z dawnych skandynawskich nazw dla Rusi Kijowskiej.